# Trattato di Iași
Il trattato di Iași del 9 gennaio 1792, l'allora capitale del Principato di Moldavia, fu il trattato firmato fra l'Impero russo e l'Impero ottomano e pose fine alla guerra fra i due contraenti, che si protraeva fin dal 1787.
La guerra era stata dichiarata dal sultano Abdul Hamid I contro la Russia della zarina Caterina II nel 1787, dopo che questa si era rifiutata di restituire il khanato di Crimea e il litorale settentrionale del Mar Nero, da essa occupato a seguito della guerra russo-turca del 1768-1774. In questa nuova guerra i turchi ottennero l'appoggio dell'Impero svedese e del Regno Unito, preoccupata dell'affacciarsi sul Mar Nero della flotta russa, che però non scese in guerra, mentre la Russia fruì dell'alleanza con l'Impero asburgico.
L'esercito russo, al comando del generale Alessandro Suvorov, riportò numerose vittorie sull'esercito ottomano, fra le quali la presa della fortezza di Izmaïl, sul delta del Danubio (1790), fino ad allora ritenuta inespugnabile. Successivamente Suvorov diresse la sua armata verso Costantinopoli. Constatata l'impossibilità di resistere all'avanzata delle truppe russe, il sultano Selim III (1789 – 1807) si vide costretto a chiedere ai suoi potenti vicini la pace.
L'armistizio con l'Austria si era concluso con il trattato di Sistova e, con l'intermediazione della Prussia, il sultano riuscì ad ottenere dalla Russia condizioni di pace accettabili con il trattato di Iași. Il trattato riconosceva alla Russia l'annessione del khanato di Crimea nel 1793 e la fondazione nel 1794 della città fortificata e base navale di Sebastopoli da parte del principe Grigorij Potëmkin. La Russia ottenne inoltre la fortezza di Očakov, situata sulla riva destra della foce del Dnepr (circa 90 km ad ovest di Cherson) e conquistata dallo stesso Potëmkin, oltre al litorale del Mar Nero fra il fiume Bug Meridionale e la foce del Nistro, restituendo i territori conquistati oltre questo fiume, tra i quali la fortezza di Bender. La frontiera caucasica fra i due imperi rimase segnata dal fiume Kuban'. La struttura di difesa costruita nel 1781 da ingegneri francesi per conto dell'impero ottomano nella città di Anapa come fortezza di confine, che era stata occupata dalle truppe russe, fu restituita ai turchi.